# Список умерших в 1793 году
В этой статье представлен список известных людей, умерших в 1793 году.
См. также: Категория:Умершие в 1793 году

## Январь
- 1 января — Франческо Гварди, итальянский художник.
- 19 января — Александр Вяземский, генерал-прокурор Сената.

### 21 января
- Луи Мишель Лепелетье, французский политик и юрист, «первая жертва врагов Великой французской революции».
- Людовик XVI, король Франции из династии Бурбонов.

## Февраль
- 2 февраля — Уильям Айтон, шотландский ботаник и садовник.
- 6 февраля — Карло Гольдони, итальянский драматург и либреттист.

## Март
- 3 марта — Фридрих Август, немецкий князь, брат российской императрицы Екатерины II Великой.
- 4 марта — Луи де Бурбон, французский государственный и военный деятель, внук короля Людовика XIV.
- 17 марта — Леопольд Хофман, австрийский композитор и дирижёр.

## Апрель
- 13 апреля — Фридрих Карл, правящий князь Шварцбург-Рудольштадта.
- 29 апреля — Джон Мичелл, английский естествоиспытатель и геолог.

## Май
- 7 мая — Пьетро Нардини, итальянский скрипач, композитор и музыкальный педагог.
- 8 мая — Тадеуш Кунтце, польский и итальянский художник.
- 20 мая — Бонне, Шарль, швейцарский натуралист и философ.
- 23 мая — Уильям Хадсон, британский ботаник и миколог.

## Июнь
- 26 июня — Мориц, Карл Филипп, немецкий мыслитель, педагог, писатель эпохи Просвещения.

## Июль
- 5 июля — Рослин, Александр, шведский художник-портретист.
- 13 июля — Марат, Жан-Поль, политический деятель эпохи Великой французской революции.

## Август
- 17 августа - Анри Жозеф Дюлоран, французский писатель и философ, бывший монах.

## Сентябрь
- 11 сентября — Николас Бурман, голландский ботаник.

## Октябрь
- 24 октября — Карл Евгений — герцог Вюртембергский в 1737—1793 годах.

## Ноябрь
- 3 ноября — Олимпия де Гуж — французская писательница и журналистка.
- 4 ноября — Михаил Чулков, русский издатель, писатель, историк.

## Декабрь
- 31 декабря — Бирон, Арман Луи де Гонто — французский дивизионный генерал, участник Войны за независимость США.